# Джана Нанини
Джана Нанини (на италиански: Gianna Nannini) е италианска певица.

## Биография
Джана Нанини е родена на 14 юни 1954 г. в Сиена. Учи пиано в Лука, а после изучава композиция в Милано.
Завършва Философия в Университета в Сиена през 1994 г. Следващата година участва в протест, организиран от Грийнпийс пред френското посолство в Рим срещу решението на френското правителство да провежда ядрени опити в Муруроа. Тя е сестра на бившия пилот във Формула 1 Алесандро Нанини.
Публично се разкрива като бисексуална през 2002 г.
На 26 ноември 2010 г. Джана Нанини ражда дъщеря си Пенелопе Джейн Шарлот в болница в Милано.
През 2017 г. заживява с партньорката си Карла в Лондон. В автобиографията си Нанини заявява, че двете са сключили граждански съюз.

## Дискография

### Албуми
- 1976 Gianna Nannini
- 1978 Una Radura
- 1979 California
- 1981 G.N.
- 1982 Latin Lover
- 1984 Puzzle
- 1985 Tutto Live
- 1986 Profumo
- 1987 Maschi e altri
- 1988 Malafemmina
- 1990 Scandalo
- 1991 Giannissima
- 1992 Maschi & Altri
- 1993 X Forza E X Amore
- 1995 Dispetto
- 1996 Bomboloni
- 1998 Cuore
- 2002 Momo alla conquista del tempo
- 2002 Aria
- 2004 Perle
- 2006 Grazie
- 2007 Pia – Come la canto io
- 2007 Giannabest
- 2009 Giannadream – Solo I Sogni Sono Veri
- 2011 Io e Te
- 2013 Inno
- 2015 Hitstory
- 2017 Amore gigante